# 波霍列山區里布尼察
波霍列山區里布尼察（斯洛維尼亞語： 發音：[ˈɾíːbnitsa na ˈpóːxɔɾju]），是斯洛維尼亞北部波霍列山區里布尼察市鎮的聚居地及行政中心。它位於馬里博爾以西的波霍列山脈。當地是下施蒂里亞傳統地區的一部分，現在包括在科羅統計區。

## 教堂
當地的堂區教堂是獻給聖巴托羅繆，屬於天主教馬里博爾總教區。它在可追溯到1356年的書面文件中首次被提及。目前的建築可追溯到1740年左右。聚居地主要墓地附近的第二座教堂是獻給聖倫納德，其歷史可追溯至15世紀，並在18世紀擴建。

## 外部連結
- Ribnica na Pohorju on Geopedia （页面存档备份，存于）